# 상용로그

수학에서 상용로그(常用log, 영어: common logarithm) 또는 십진로그(十進log, 영어: decimal logarithm)는 밑이 10인 로그를 말한다. 17세기에 영국의 수학자 헨리 브릭스(Henry Briggs)가 발명하였다고 한다.

## 정의
현재 인류는 십진법을 사용하므로, 10을 밑으로 하는 로그를 상용로그라고 한다. 진수 {\displaystyle x}에 대하여 {\displaystyle \log _{10}x}으로 나타낸다. 밑을 생략해서 {\displaystyle \log x} 또는 {\displaystyle \lg x}으로 나타내는 경우도 있지만, {\displaystyle \log x}은 자연로그로, {\displaystyle \lg x}은 이진 로그로 사용되기도 하므로 혼동될 수 있다. 국제표준화기구의 ISO 80000-2에서는 자연로그를 {\displaystyle \ln x}, 상용로그를 {\displaystyle \lg x}, 이진로그를 {\displaystyle \operatorname {lb} x}로 표기하도록 하고 있다.

## 지표와 가수
상용로그의 값은, 10의 실수 지수를 의미하며, 지표와 가수로 나뉘는데, 지표는 정수, 가수는 0이상 1미만의 양의 실수여야 한다는 조건이 있다. 즉, {\displaystyle \log _{10}x=n+\alpha (n\in \mathbb {Z} ,0\leq \alpha <1)}으로 나타낼 수 있으며 이때 {\displaystyle n}은 지표, {\displaystyle \alpha }는 가수이다.
{\displaystyle \log _{10}314}를 예로 들면
{\displaystyle \log _{10}314=\log _{10}10^{2}+\log _{10}3.14=2+\log _{10}3.14}
따라서 지표는 {\displaystyle 2}, 가수는 {\displaystyle \log _{10}3.14}이다.
어떤 자연로그의 진수가 10배가 되면, 지표의 값은 1씩 바뀌며, 가수는 바뀌지 않는다.
- {\displaystyle \log _{10}0.0002=-4+\log _{10}2}
- {\displaystyle \log _{10}0.002=-3+\log _{10}2}
- {\displaystyle \log _{10}0.02=-2+\log _{10}2}
- {\displaystyle \log _{10}0.2=-1+\log _{10}2}
- {\displaystyle \log _{10}2=0+\log _{10}2}
- {\displaystyle \log _{10}20=1+\log _{10}2}
- {\displaystyle \log _{10}200=2+\log _{10}2}
- {\displaystyle \log _{10}2000=3+\log _{10}2}
- {\displaystyle \log _{10}20000=4+\log _{10}2}

## 상용로그 값의 예
다음은 1부터 10까지의 상용로그 값을 소수점 아래 32자리까지 나타낸 것이다.
- {\displaystyle \log _{10}1=0}
- {\displaystyle \log _{10}2\approx 0.301\;029\;995\;663\;981\;195\;213\;738\;894\;724\;49}
- {\displaystyle \log _{10}3\approx 0.477\;121\;254\;719\;662\;437\;295\;027\;903\;255\;12}
- {\displaystyle \log _{10}4\approx 0.602\;059\;991\;327\;962\;390\;427\;477\;789\;448\;99}
- {\displaystyle \log _{10}5\approx 0.698\;970\;004\;336\;018\;804\;786\;261\;105\;275\;51}
- {\displaystyle \log _{10}6\approx 0.778\;151\;250\;383\;643\;632\;508\;766\;797\;979\;61}
- {\displaystyle \log _{10}7\approx 0.845\;098\;040\;014\;256\;830\;712\;216\;258\;592\;64}
- {\displaystyle \log _{10}8\approx 0.903\;089\;986\;991\;943\;585\;641\;216\;684\;173\;48}
- {\displaystyle \log _{10}9\approx 0.954\;242\;509\;439\;324\;874\;590\;055\;806\;510\;23}
- {\displaystyle \log _{10}10=1}

숫자 2와 5중 하나만 알고 있어도 나머지 로그값을 구할 수 있다. 왜냐하면 로그의 성질에 의해 {\displaystyle \log _{10}10-\log _{10}2=\log _{10}5}, {\displaystyle \log _{10}10-\log _{10}5=\log _{10}2}가 성립하게 된다.
위 상용로그 값의 진수중에서 합성수인 4, 6, 8, 9는 각각 2×2, 2×3, 2×2×2, 3×3으로 나타낼 수 있으며, 로그의 성질에 의해서 덧셈으로 나타낼 수 있다. 하지만, 위의 열거된 상용로그값의 소수 2, 3, 5, 7을 제외한 나머지 소수는 2, 3, 5, 7을 곱셈과 나눗셈을 이용해서 나타낼 수가 없다. 즉, 2, 3, 5, 7의 곱과 나눗셈으로만 이루어진 합성수인 진수 또는 밑만 로그 값을 계산할 수 있다.

## 기타
대한민국의 교육과정에서는 원래 고등학교 2학년에서 수학Ⅰ과목에서 배웠지만, 2009학년도 개정교육과정에 따라 고등학교 1학년 수학Ⅱ에서 배우게 된다. 수학Ⅱ과목에 나와 있는 로그값은 계산의 편의를 위해서 소수점 4자리수까지만 표현하였다. 2015학년도 개정교육과정에서 다시 고등학교 2학년 수학Ⅰ에서 배우게 된다

## 같이 보기
- 이진 로그
- Colog
- 데시벨
- 로그 눈금